# Karen Lynne Deal
Karen Lynne Deal (* 7. Mai 1957 in Richmond/Virginia) ist eine US-amerikanische Dirigentin.
Deal hatte ab dem neunten Lebensjahr Flötenunterricht und spielte während ihrer Highschoolzeit im Richmond Youth Symphony Orchestra. Nach dem Abschluss eines Flötenstudiums an der Oral Roberts University 1980 studierte sie Orchesterleitung an der Virginia Commonwealth University (bis 1982) und am Peabody Conservatory of Music (bis 1989). 1983–84 leitete sie das Rockbridge Orchestra. Während eines Postgraduiertenstudiums an der Hochschule für Musik und darstellende Kunst Wien dirigierte sie das Wiener Orchester Pro Arte und an der Oper Frankfurt.
1986 wurde Deal Dirigentin des Annapolis Symphony Orchestra. 1988 gründete sie die Symphonia Concertante, ein Kammerorchester zur Aufführung von Werken zeitgenössischer Komponisten. 1988 gewann sie den Dirigentenwettbewerb des National Repertory Orchestra und wurde dessen Dirigentin. 1990 gründete sie das Chesapeake Youth Symphony Orchestra.
Im Jahr 1992 ging sie als Dirigentin des Sinfonieorchesters und künstlerische Leiterin des Balletts nach Nashville. 1997 wurde sie zudem Dirigentin am Opernhaus der Stadt und begann, Dirigat an der Belmont University zu unterrichten. Sie gründete in Nashville eine kinderorientierte interaktive Matineekonzertreihe und eine Konzertreihe mit Werken afroamerikanischer Komponistinnen und mit Auftritten afroamerikanischer Musiker. 
Seit 2000 leitet Deal das Illinois Symphony Orchestra und das Illinois Chamber Orchestra. Auch hier installierte sie edukativ orientierte Konzertreihen für Kinder und Familien (Sneakers and Jeans, Step by Step). 2005 war sie Composer in Residence am Conductors Institute des Bard College. Sie arbeitete als Gastdirigentin mit zahlreichen weiteren Orchestern der USA und führte mit dem Orquesta del Nuevo Mondo unter dem Titel Mujeres e Musicas ein Programm mit Werken Clara Schumanns, Fanny Mendelssohns, Maria Grevers und Maria Martinez’ auf.

## Weblink
- Homepage von Karen Lynne Deal